# Thomas után
A Thomas után (eredeti cím: After Thomas)  2006-ban bemutatott tévéfilm, dráma egy autista kisfiúról, szülei küzdelméről és egy kutyáról. Főszereplők Keeley Hawes Ben Miles, Andrew Byrne, Sheila Hancock és Duncan Preston.
Igaz történet alapján készült.

## Cselekménye
|  | Alább a cselekmény részletei következnek! |

Nagy-Britannia, 1993
A hatéves Kyle szinte mindentől fél (nem csak olyasmitől, amitől más gyerekek, hanem a cipőbolttól, vagy ha anyja azt mondja: „oké”), csak a saját világába zárkózva érzi biztonságban magát. Félelmeit nem tudja szavakba önteni, inkább hisztérikus rohamokban tör ki. Édesanyja, Nicola tisztában van vele, hogy Kyle magányra és biztonságra vágyik, de a kisfiú jövője érdekében megpróbál „betörni” ebbe a világba, nem adja fel a küzdelmet, hogy a lehetőségekhez mérten fejlessze a fia képességeit, hogy később normális életet tudjon élni. Kyle a szüleiről nem vesz tudomást, nem reagál rá, ha szólítják és nem válaszol nekik. Szülei tisztában vannak ezekkel a tünetekkel. Kyle apja, Rob szóvá teszi feleségének, hogy magánéletük megszűnt, hiszen minden idejüket Kyle köti le. Rob azt javasolja, hogy a fiút vigyék el egy olyan bentlakásos intézetbe, ahol ilyen gyerekekkel szakszerűen foglalkoznak. Közösen megnézik a helyszínt, ami nagyon tetszik nekik, de Nicola (aki testi és lelki energiái végén jár) nem akarja a fiát elengedni, amíg úgy érzi, hogy ő maga is tehet valamit a fiú fejlődése érdekében. A bentlakásos iskola vezetője adja az ötletet nekik, hogy a gyerek „mániáján” keresztül közelítsék meg. Kyle esetén ez a „vonatok”, különösen a Thomas, a gőzmozdony című sorozat, amit nagyon szeret videókazettáról nézni.
Rob egyik munkahelyi barátja, Rachel „kötöttségek nélküli” kapcsolatot ajánl neki, amit a férfi nem fogad el, bár házaséletük Nicolával gyakorlatilag megszűnt, mivel Nicola állandóan kimerült a fiukkal való foglalkozás miatt (egy alkalommal például Nicola órákon keresztül bezárva van a gardróbszekrényben, mert Kyle véletlenül rácsukja az ajtót).
Nicola egyetlen megértő támasza az anyja, Pat, aki feltétel nélkül elfogadja Kyle állapotát és mindig készen áll, ha segíteni kell. Pat javasolja nekik, hogy Kyle-nak legyen kutyája, amit Rob eleinte hevesen ellenez a várható plusz problémák miatt, amiket a kutya fog okozni nekik. Ennek ellenére megnéznek két golden retriever kölyökkutyát. Kyle észre sem veszi a kutyákat, mivel az idegen helyen is a Thomas, a gőzmozdony című rajzfilm kazettáját nézi, amit a tévé alatt talál. Az egyik kutya azonban az ölébe fúrja a fejét, amit Kyle nem utasít el, így szülei a kutya megvásárlása mellett döntenek. A fiút egy hét alatt készítik fel a kutya érkezésére, és a vele való bánásmódra. A fiú már az első este a változás jeleit mutatja, mert a saját takaróját adja oda a kutyának. Nem sokkal később a Thomas nevet kapott kutya (Kyle kedvenc rajzfilm-figurája, a gőzmozdony után) állandóan Kyle ágyában alszik vele együtt.
A fiú továbbra sem vesz tudomást a körülötte élő emberekről, de Thomasra odafigyel. Amikor anyja azt mondja Thomasnak, hogy nem szabad a lakásban pisilni, Kyle is követi ezt, és az iskolában első ízben kimegy a vécére (addig pelenkát hordott).
Rob felfedezi, hogy fia odafigyel a kutyára, ezért kissé elváltoztatott hangot mint Thomas szólal meg, és mondja el a fiának, hogy mit várnak tőle. Kyle követi a „kutya” óhajait. Amikor egy hisztérikus roham után Kyle dühében megrúgja a kutyát, szülei eljátsszák, hogy visszaviszik a kutyát az eredeti gazdájának, mert Kyle sérülést okozott neki. Kyle megbánja a dolgot, és bocsánatot kér a kutyától.
Nicola felfedezi, hogy valószínűleg terhes.  Boldogan osztja meg a hírt férjével és szüleivel. Pat súlyos beteg lesz, és hamarosan meghal. Nicola elvetél. Nem sokkal később Thomas is beteg lesz, de az ápolás következtében meggyógyul. Kyle kimondja az addig elképzelhetetlen „Kyle szereti mamit” mondatot.
A film végén megjelenő feliratok tanúsága szerint az igazi „Kyle” 17 éves, sikeresen letett hét vizsgát, ezzel elvégezte a középiskolát és 2005-ben felvették főiskolára, ahol gyermekgondozást kezdett tanulni. Kyle 11 éves volt, amikor megszületett testvére, Ellie. 2006 húsvétján az igazi Thomas nagyon beteg lett, és hogy ne hosszabbítsák meg a szenvedéseit, elaltatták. Kyle karjaiban halt meg.
|  | Itt a vége a cselekmény részletezésének! |

## Szereposztás
- Keeley Hawes (Ruttkay Laura) – Nicola Graham, Kyle anyja
- Ben Miles (Rajkai Zoltán) – Rob Graham, Kyle apja
- Andrew Byrne (Straub Norbert) – Kyle Graham, 6 év körüli autista fiú
- Sheila Hancock ( Dallos Szilvia) – Grandma Pat, Nicola anyja
- Duncan Preston ( Fülöp Zsigmond )- Grandpa Jim, Nicola apja
- Asa Butterfield – Andrew
- Clive Mantle – John Havers
- Lorraine Pilkington (Botos Éva) – Rachel, aki szívesen barátkozna Robbal, „minden kötöttség nélkül”
- Noma Dumezweni – Paula Murray

## Díjak, jelölések
- 2007, Sanghai Nemzetközi Tévéfesztivál, „Magnolia Award”

## A film készítése
Hat hónap alatt több mint 150 meghallgatást tartottak. Így találták meg az akkor hatéves Andrew Byrne-t (sz. 1999. december 30.), aki Kyle szerepét alakítja, és először szerepel filmben.

## Forgatási helyszínek
Broadstairs, Kent, Egyesült Királyság

## Érdekesség
A film története Nuala Gardner: A Friend Like Henry című könyvén alapul, amit fia, az autista Dale és kutyája, Henry életéről írt. Henry Dale barátja és tanítója lett.

## Fordítás
- Ez a szócikk részben vagy egészben  az   After Thomas című angol Wikipédia-szócikk fordításán alapul.  Az eredeti cikk szerkesztőit annak laptörténete sorolja fel. Ez a jelzés csupán a megfogalmazás eredetét és a szerzői jogokat jelzi, nem szolgál a cikkben szereplő információk forrásmegjelöléseként.